# Qulla Suyu

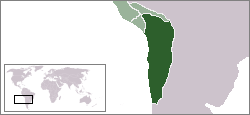
Localisation du Qulla Suyu.

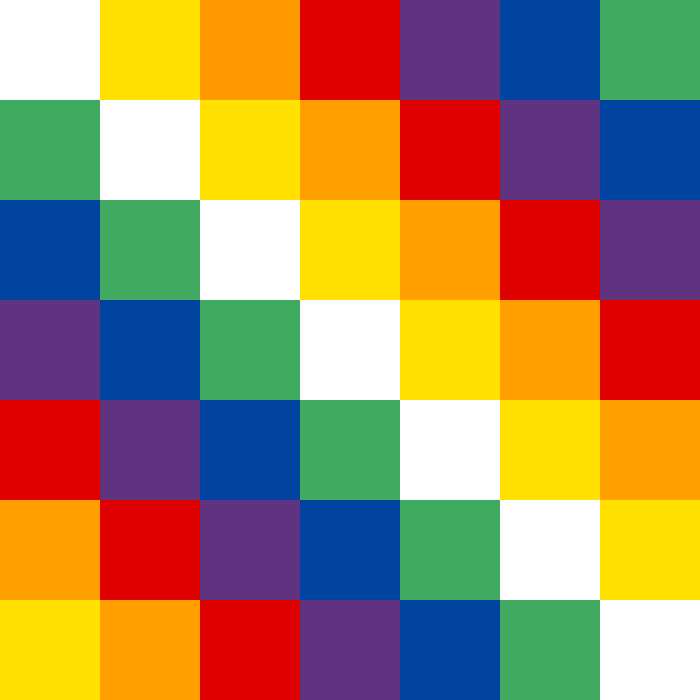
Bannière du Qulla Suyu.

Le Qulla Suyu était la province du Tawantin Suyu (c'est-à-dire de l'empire Inca) située au sud de Cuzco. Elle s'étendait depuis Cuzco jusqu'à l'Argentine actuelle. Elle comprenait de nombreuses terres arides, occupées notamment par des tribus Quechuas, Qollas (Aymaras) et Uros.
Aujourd'hui ce mot est employé en quechua ainsi qu'en aymara par différents mouvements indigénistes pour nommer la Bolivie.